# حراجي

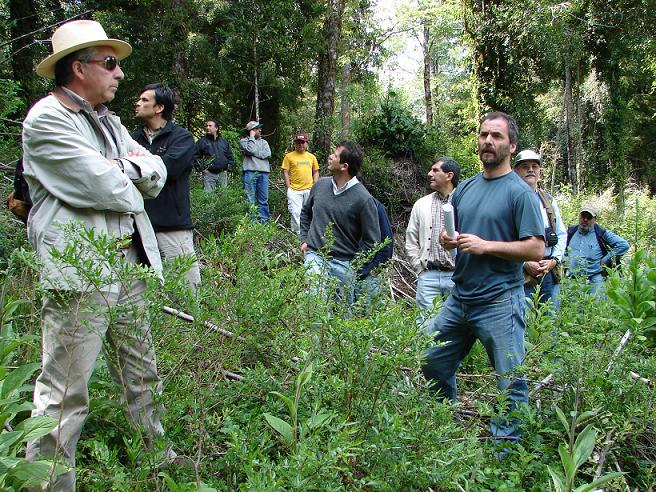
حرّاج غابات فالدفيان في تشيلي.

الحِراجيّ أو الأَحراجيّ أو الحرّاج أو اختصاصي بالحراج هو الشخص المُكلف برعاية حيز الغابة ونباتاته وحيواناته، والعمل على حمايته من كل ما من شأنه أن يؤثر سلباً على الحيز أو على بعض مكوناته. والذي يمارس العلوم ومهنة إدارة الغابات كما ينخرط الحراج في مجموعة واسعة من الأنشطة بما في ذلك استعادة البيئة وإدارة المناطق المحمية.